# جو ن. ويلسون
جو ن. ويلسون هو سياسي أمريكي، ولد في 1 نوفمبر 1922 في سنترفيل في الولايات المتحدة، وتوفي في 13 أغسطس 2015. نشط حزبياً في الحزب الجمهوري.